# Navarretia leptalea
Navarretia leptalea là một loài thực vật có hoa trong họ Polemoniaceae. Loài này được (A. Gray) L.A. Johnson mô tả khoa học đầu tiên năm 2000.